# Roland Hennig
Roland Hennig (Hoyerswerda, 19 de diciembre de 1967) es un deportista de la RDA que compitió en ciclismo en la modalidad de pista, especialista en la prueba de persecución por equipos.
Participó en los Juegos Olímpicos de Seúl 1988, obteniendo la medalla de plata en la prueba de persecución por equipos (junto con Steffen Blochwitz, Dirk Meier y Carsten Wolf).
Ganó dos medallas de plata en el Campeonato Mundial de Ciclismo en Pista, en los años 1986 y 1987.

## Medallero internacional
| Juegos Olímpicos   | Juegos Olímpicos                  | Juegos Olímpicos | Juegos Olímpicos            |
| Año                | Lugar                             | Medalla          | Competición                 |
| ------------------ | --------------------------------- | ---------------- | --------------------------- |
| 1988               | Seúl (Corea del Sur)              | Medalla de plata | Persecución por equipos     |
| Campeonato Mundial |                                   |                  |                             |
| Año                | Lugar                             | Medalla          | Competición                 |
| 1986               | Colorado Springs (Estados Unidos) | Medalla de plata | Persecución por equipos (A) |
| 1987               | Viena (Austria)                   | Medalla de plata | Persecución por equipos (A) |